# Scopus xenopus
Scopus xenopus — викопний вид лелекоподібних птахів родини чаплевих (Ardeidae).

## Скам'янілості
Його рештки знайдені в Південно-Африканській Республіці.

## Опис
Схожий на сучасного молотоголова (Scopus umbretta), хоча його будова лап більше пристосована для плавання.